# Leolima (Balibo)
Leolima (tetum für fünf Dörfer) ist ein osttimoresischer Suco im Verwaltungsamt Balibo (Gemeinde Bobonaro).

## Geographie

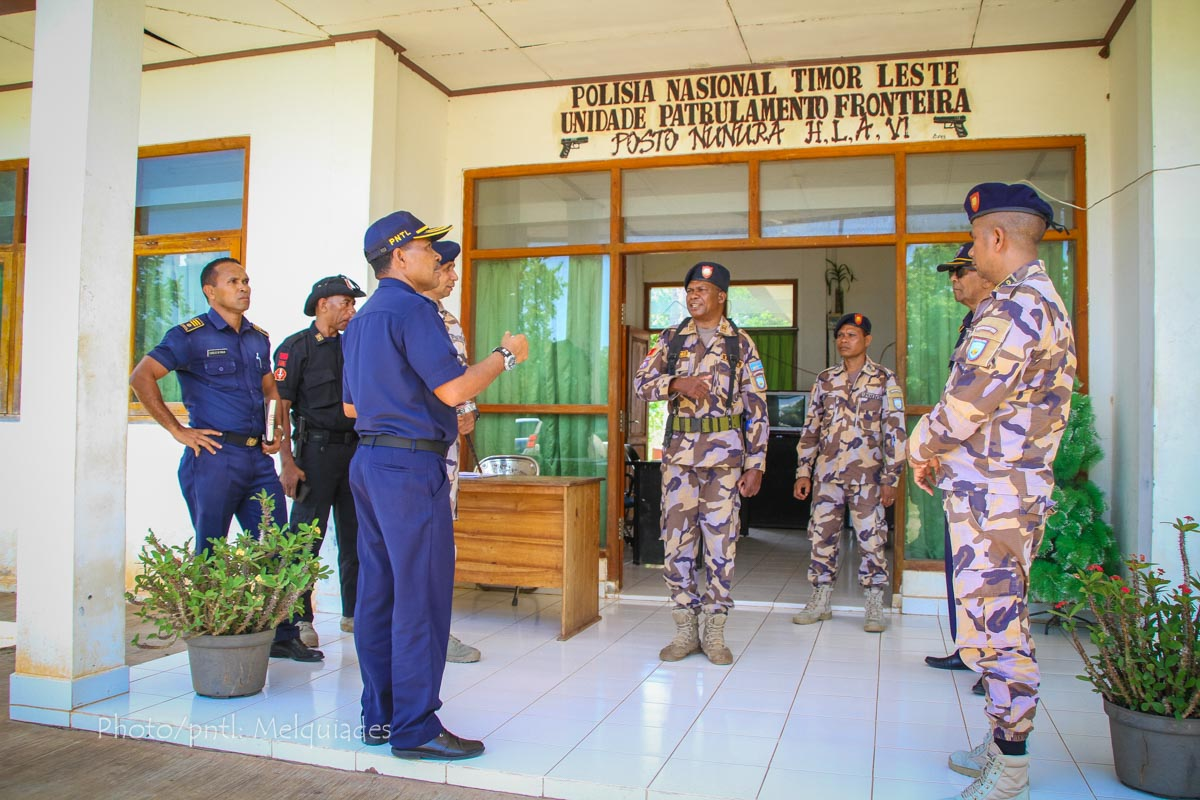
Posten der Grenzpolizei in Nunura, Suco Leolima

Leolima liegt im Nordosten des Verwaltungsamts Balibo. Im Süden liegen die Sucos Leohito und Balibo Vila und Sanirin. Im Norden grenzt an Leolima der Suco Aidabaleten, im Nordosten an Hataz (beide im Verwaltungsamt Atabae) und im Südosten liegen jenseits des Flusses Nunura.die Sucos Ritabou, Holsa und Tapo/Memo. In den Nunura mündet der Laecouken. Der in Balibo Vila entspringende Fluss bildet einen Teil der Grenze zwischen den beiden Sucos. Im Grenzgebiet zu Hataz entspringt der Fluss Mukuki, der dann einem Teil der Nordgrenze von Leolima folgt und schließlich vor seiner Mündung in den Nunura kurz Leolima durchquert.
Der Samono (Lage) ist mit 707 m der höchste Berg im Suco. Weitere Erhebungen sind der Taruik Kakauman (Lage), der Foho Mataulaun (Lage), der Foho Mataribig (Lage), der Foho Bupepuhan (Lage), der Foho Beuno (Lage), der Foho Duadatok (Lage), der Samoro (Lage), der Foho Fataon (Lage), der Foho Lutin (Lage), der Foho Leolima (Lage), der Foho Dumaunlow (Lage), der Taruik Solpo (Lage) und der Foho Lagarbesse (Lage).
Leolima hat eine Fläche von 60,06 km² und teilt sich in die vier Aldeias Bour, Duaderoc (Duaderok, Dua Deroc), Faturui (Fatu Rui) und Raifatuk.
Am Nordufer des Laecouken liegt der Ort Diruana (Raifatuk), mit dem Sitz des Sucos und einer Grundschule. Südlich des Flusses befinden sich an der Überlandstraße von Batugade nach Maliana die Dörfer Raifatukleten („Unter-Raifatuk“) und am Ufer des Nunura Sosoana. Das Dorf Fiuren weiter westlich gehört seit 2015 zum Suco Balibo Vila. Zwischen Fiuren und Raifatukleten liegt ein Steinbruch. An der Südspitze des Sucos befindet sich an der Brücke über den gleichnamigen Fluss der Ort Nunura (Kemak für „Banyanbaum“).
Ebenfalls am Fluss befindet sich im äußersten Osten das Dorf Sulilaco (Sulilako), nahe der Mündung des Mukuki in den Nunura. Auch hier steht eine Grundschule. Im Zentrum befinden sich die Dörfer Faturui, Manuinan, Duaderoc und Dualanok. Faturuis Grundschule steht außerhalb des Ortes weiter westlich. Weiter nordwestlich liegen die Orte Taumrian, Oetapo, Quero (Kiru) und Semautleten. Im Norden liegt das Dorf Goubin (Goubein) und im Nordwesten die 2015 von Sanirin zu Leolima gekommenen Ortschaften Megir (Migir, Miguir) und Aimalae (Aimalai, Duaderoc Tasi). Malileten im Süden gehörte bis 2015 zu Balibo Vila. Etwa ein Dutzend weitere Siedlungen verteilen sich auf den Suco, viele davon ohne Anbindung an das Straßennetz.

## Einwohner
Leolima hat 2.538 Einwohner (2022), davon sind 1.327 Männer und 1.211 Frauen. Im Suco gibt es 660 Haushalte. Etwa 95 % der Einwohner geben Kemak als ihre Muttersprache an. Unter 5 % sprechen Tetum Prasa und eine kleine Minderheit Bekais.

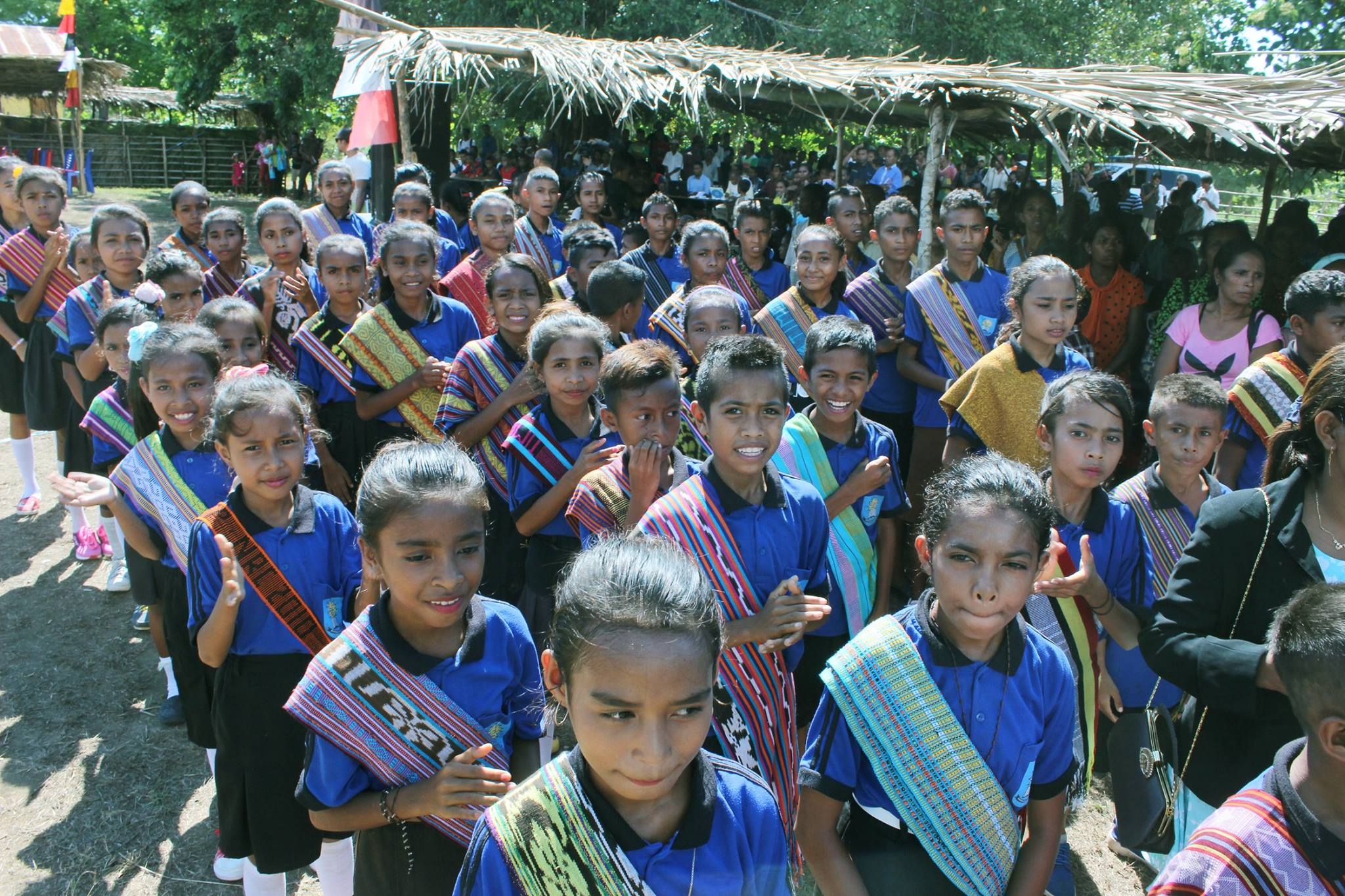
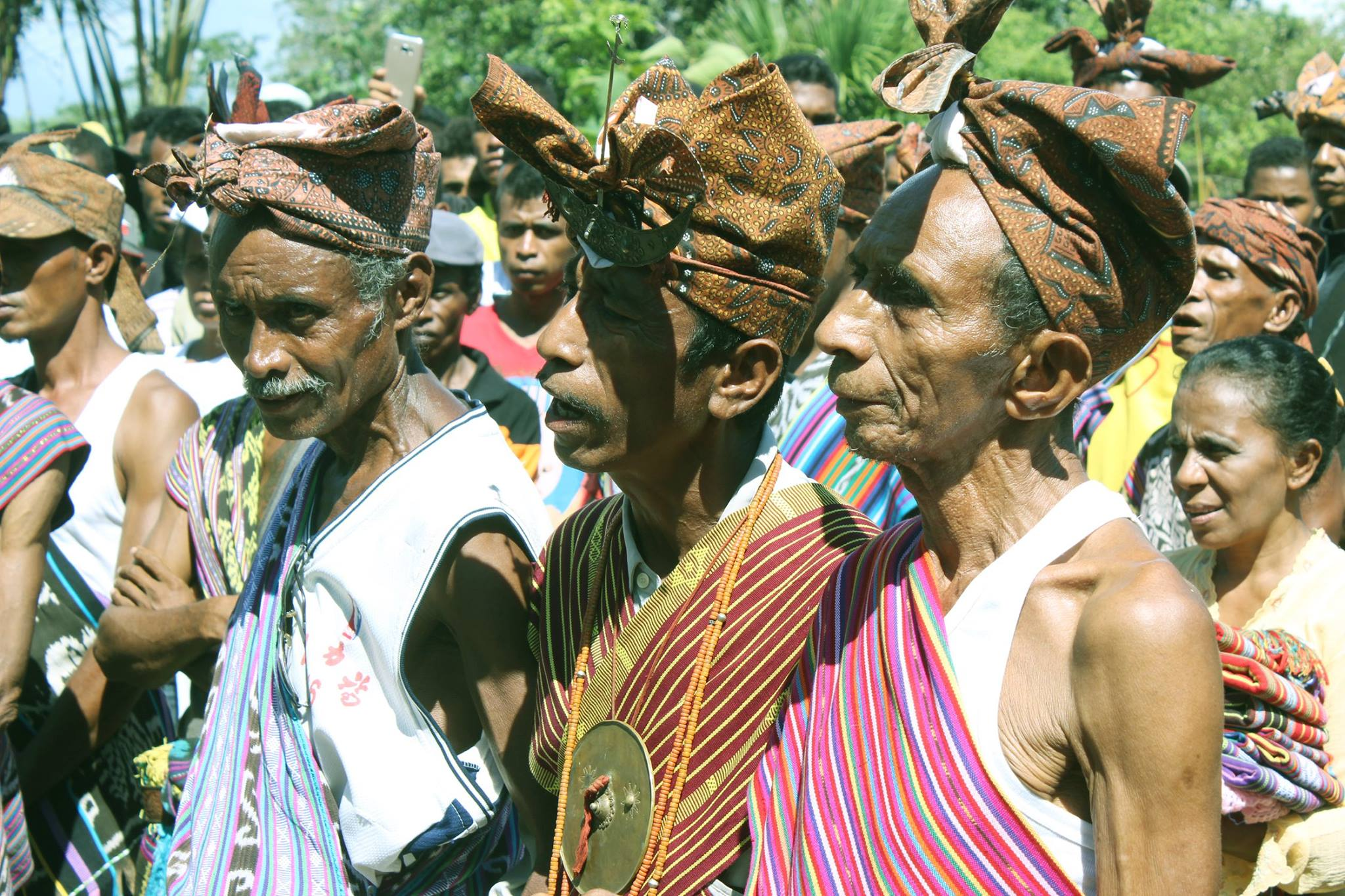

## Politik

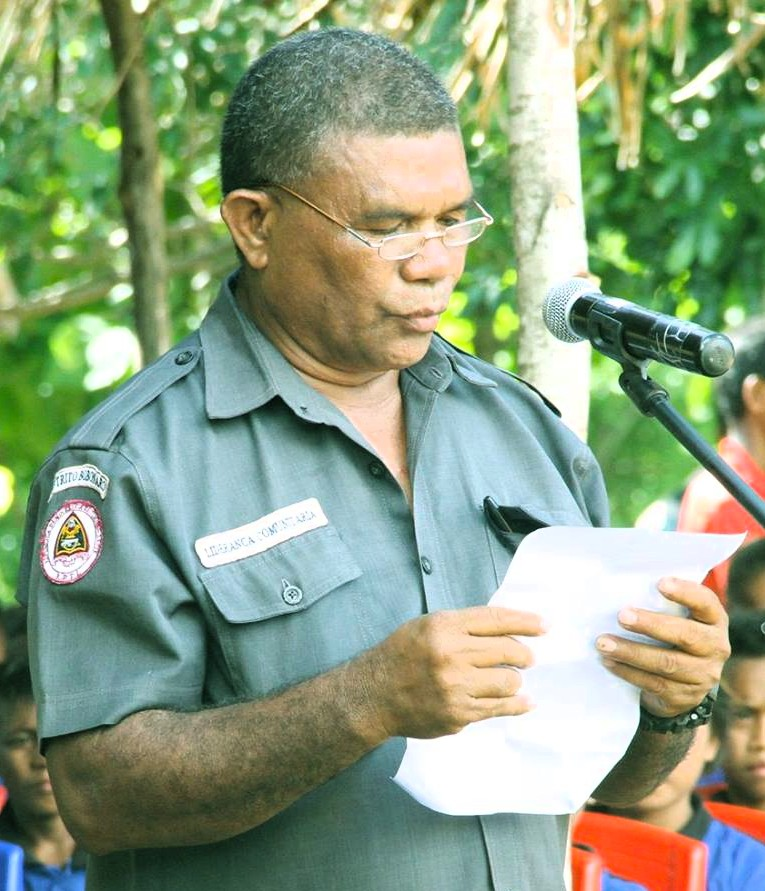
Marselino Mau Mori Magno (2016)

Bei den Wahlen von 2004/2005 wurde Adão zum Chefe de Suco gewählt. Bei den Wahlen 2009 gewann Marselino Mau Mori Magno und wurde 2016 in seinem Amt bestätigt. Er wurde 2023 von Rui Moniz Pereira abgelöst.

## Umwelt
2003 wurde in Leolima ein Wiederaufforstungsprojekt betrieben.